# 瓦西里·斯图斯
瓦西里·谢苗诺维奇·斯图斯（羅馬化：Vasyl Semenovych Stus；1938年1月6日—1985年9月4日），蘇聯時期烏克蘭詩人、作家、記者與異議人士，其作品長期被蘇聯政府查禁。2005年他獲時任烏克蘭總統維克多·尤先科追授烏克蘭英雄。

## 生平

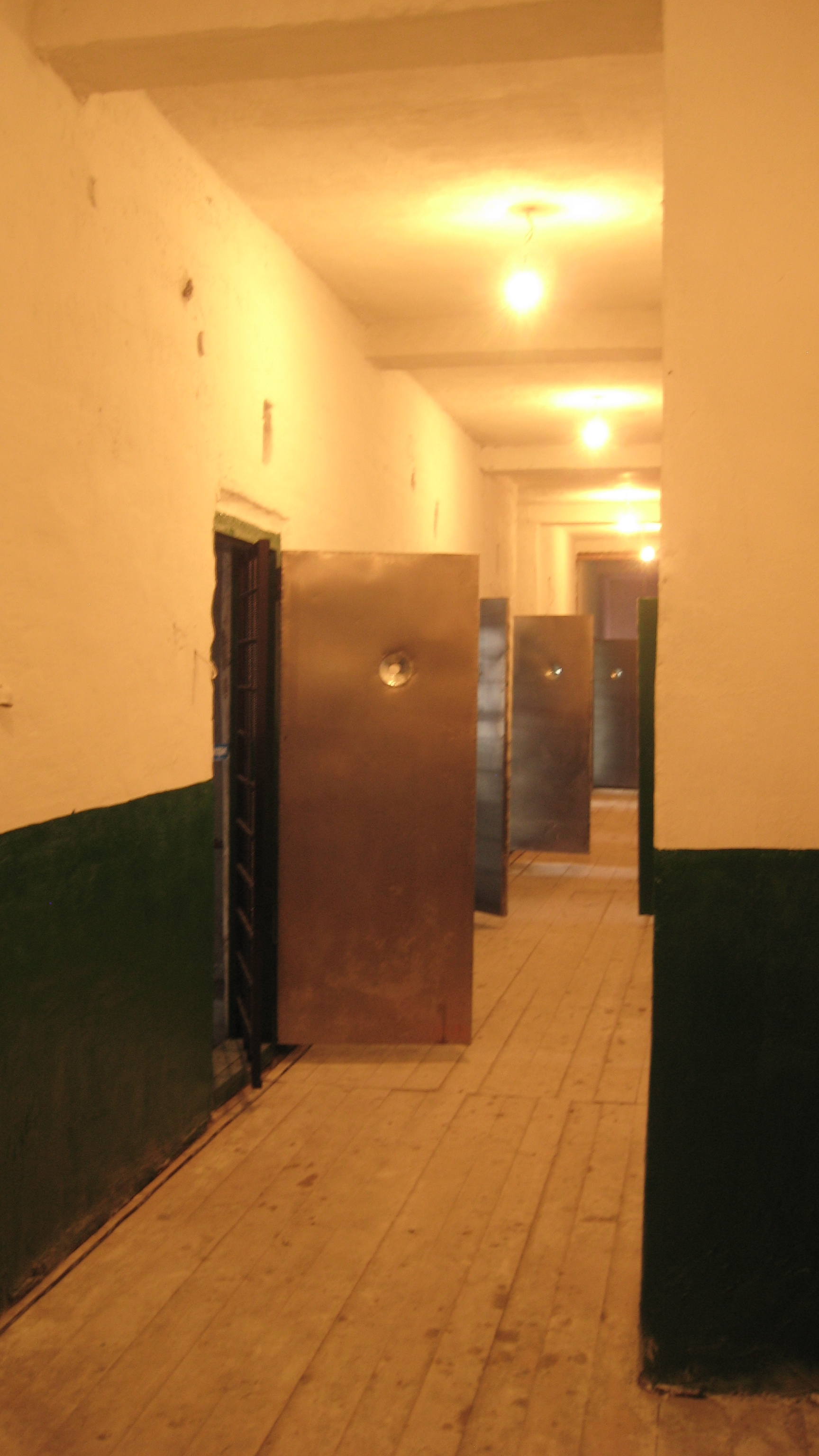
彼爾姆36號勞改營中斯图斯逝世的牢房

斯图斯於1938年出生於烏克蘭拉赫尼夫卡，曾就讀史達林諾（今顿涅茨克）的教育學院，學生時期即開始創作詩集，1964年他進入烏克蘭蘇維埃社會主義共和國科學院文學研究所攻讀學位，但翌年即因參與反對秘密逮捕與秘密審判的抗議而被開除。1972年斯图斯被逮捕並判刑5年，刑期結束後又被流放外地，期間加入烏克蘭赫爾辛基小組。因長期從事反政府活動，斯图斯的作品受蘇聯政府嚴加查禁，克格勃全面將其作品沒收銷毀，但有些作品成功被走私到西方國家出版，直到1990年他的作品才得以在蘇聯境內正式出版。
1980年5月14日（莫斯科奧運前）斯图斯再次被逮捕，他被控「從事反蘇活動」而獲刑10年 ，日後擔任烏克蘭國會議員的维克多·梅德韦丘克在法庭上為他辯護，指其反蘇罪行都應受罰，但向法官提到斯图斯平時雖胃部不適仍在工廠積極工作。斯图斯請求新的公設辯護人但未獲批准，同年11月他被送往俄羅斯的彼爾姆36號勞改營，1985年9月4日絕食而死。1990年8月蘇聯最高法院因證據不足而撤銷斯图斯案的判決。

## 紀念

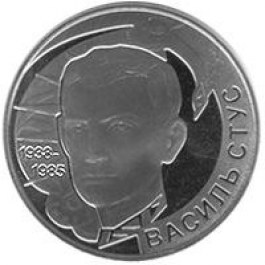
斯图斯的紀念幣

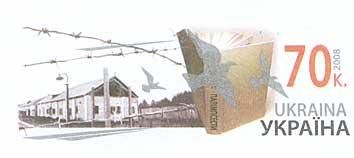
紀念斯图斯的郵票

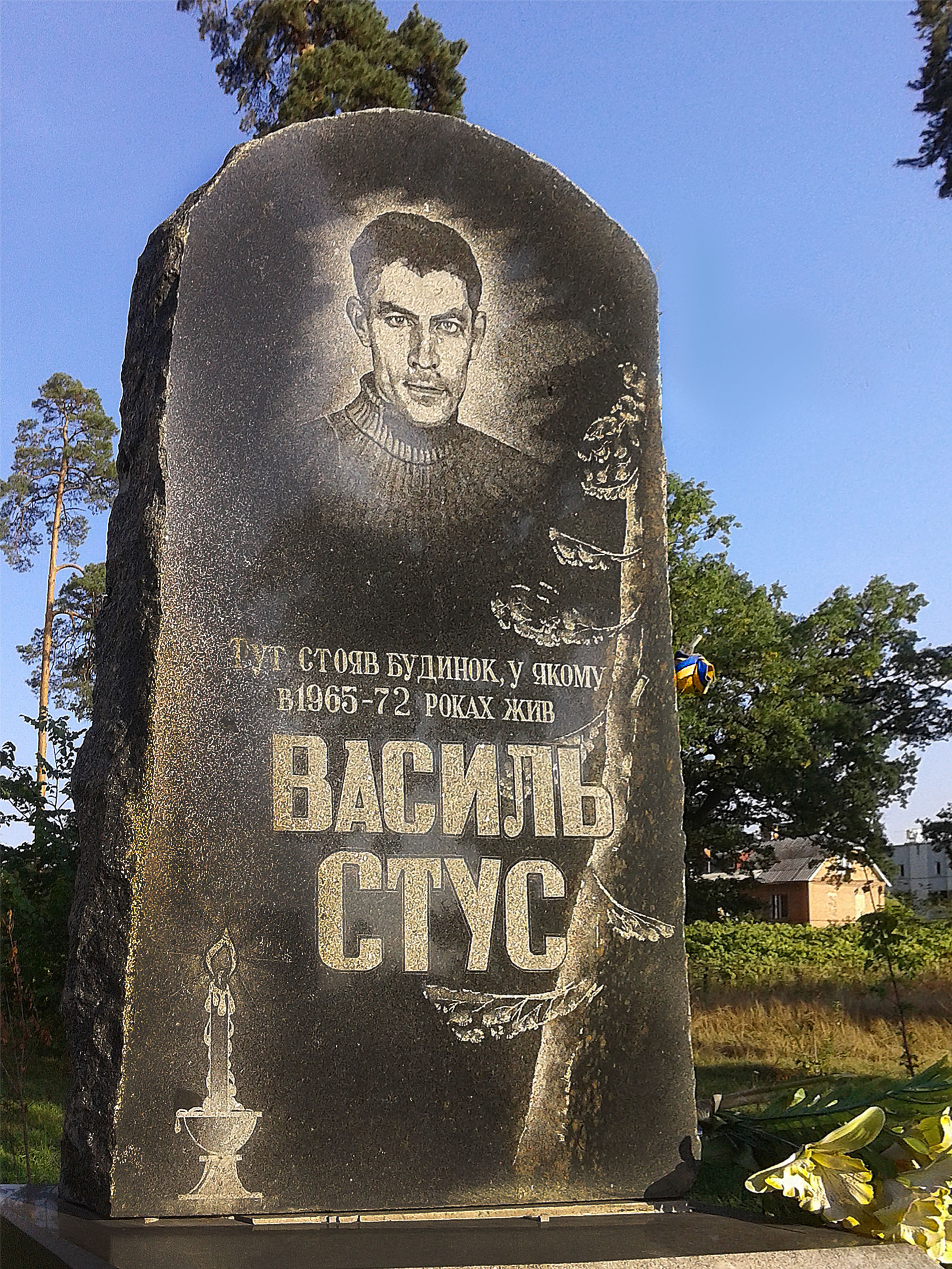
基輔瓦西爾·斯圖斯廣場的紀念碑

1985年有一國際小組提名斯图斯角逐次年的諾貝爾文學獎，但他在提名程序完成前逝世。
1989年1月烏克蘭設立瓦西里·斯圖斯獎，頒發給傳承斯图斯精神的烏克蘭公民。1989年11月19日，斯图斯的大體被送至基輔，下葬於拜科夫公墓，有超過3萬人出席了葬禮。1993年他獲追授謝甫琴科國家獎。
2008年1月烏克蘭國家銀行發行斯图斯的紀念幣，烏克蘭郵政也發行了紀念他的郵票。12月一群顿涅茨克国立大学的學生與校友向教育部長伊万·瓦卡丘克請願將大學冠以斯图斯之名，部長支持此案並發予校方討論，但在投票中被否決。2014年因頓巴斯戰爭爆發，顿涅茨克国立大学遷至烏克蘭西部的文尼察，2016年6月10日校委投票通過將學校改名為瓦西里·斯图斯顿涅茨克国立大学。2015年顿涅茨克學校原址中紀念瓦西里·斯图斯的牌匾則被親俄民兵移除。
2010年基輔市議會通過決議，將市內瓦西里·斯图斯曾居住街區的一個廣場命名為瓦西里·斯圖斯廣場。